# Moraba
Moraba is een geslacht van rechtvleugeligen uit de familie Morabidae. De wetenschappelijke naam van dit geslacht is voor het eerst geldig gepubliceerd in 1870 door Walker.

## Soorten
Het geslacht Moraba omvat de volgende soorten:
- Moraba asinus Rehn, 1952
- Moraba concolor Key, 1977
- Moraba darwinensis Key, 1977
- Moraba longiscapus Sjöstedt, 1921
- Moraba missilliformis Rehn, 1952
- Moraba obscura Sjöstedt, 1921
- Moraba serricornis Walker, 1870
- Moraba walkeri Key, 1977